# 戴維·比昂迪尼
戴維·比昂迪尼（義大利語：Davide Biondini；1983年1月24日—）是一位意大利足球運動員。在場上的位置是中場。他現在效力於意大利足球甲級聯賽球隊薩索羅足球體育俱樂部。他曾效力於熱那亞足球俱樂部。